# Open Mobile Alliance
Open Mobile Alliance (OMA) je normalizační organizace, která vyvíjí otevřené standardy pro průmysl mobilních telefonů.

## Principy
ÚkolVytvářet standardy umožňující interoperabilitu mobilních služeb, tj. jejich fungování v libovolné zemi, u libovolného operátora a na každém mobilním terminálu.
Nezávislost na síti (network-agnostic)OMA aplikační protokoly pouze standardizuje; standardy OMA jsou vyvíjeny tak, aby mohly pracovat s libovolnou síťovou a přenosovou technologií mobilní sítě. Konkrétní síťové technologie jsou vytvářené třetími stranami. Konkrétněji, OMA standardy pro určitou funkci jsou stejné pro sítě GSM, UMTS i CDMA2000.
Dobrovolné dodržování (adherence)Podpora standardů je zcela dobrovolná; OMA neurčuje, co je povinné. OMA není formální standardizační organizace sponzorovaná vládními úřady jako ITU, ale fórum výrobců, pro zajištění shody na společných standardech pro výrobky a služby. Účelem je, aby díky shodě na společných standardech výrobci „sdíleli části většího koláče“.
Licencování principem „FRAND“ (anglicky fair, reasonable, and non-discriminatory terms)Členové OMA vlastnící práva pro užití duševního vlastnictví (například patentů) k technologiím nezbytným pro realizaci standardů předem souhlasí s poskytováním licencí na své technologie jiným členům sdružení způsobem, který bude „spravedlivý, podstatný a nediskriminační“.
Právní statusOMA je veřejná obchodní společnost (Incorporated) v Kalifornii, USA.

## Historie
OMA byla založena v červnu 2002 jako reakce na vznik několika průmyslových fór, z nichž každé se zabývalo několika aplikačními protokoly: WAP Forum (zaměřené na protokoly pro přístup k WWW z mobilních zařízení a protokoly pro provisioning zařízení), Wireless Village (zaměřené na přenos instantních zpráv a presence), The SyncML Initiative (zaměřené na synchronizaci dat), Location Interoperability Forum, Mobile Games Interoperability Forum a Mobile Wireless Internet Forum, z nichž každé mělo své vlastní směrnice, rozhodovací procedury a harmonogramy vydání. Díky tomu docházelo ke zbytečnému překrývání standardů a duplikaci práce. OMA vzniklo za účelem zastřešení těchto iniciativ.
Členy OMA jsou především tradiční firmy v bezdrátovém průmyslu jako například výrobci zařízení a mobilních systémů (Ericsson, Thomson, Huawei, ZTE, Reti Radiotelevisive Digitali, Nokia, Openwave, Sony, Philips, Motorola, Samsung, LG Electronics, Texas Instruments, Qualcomm) a mobilní operátoři (Vodafone, Orange, T-Mobile, LG Telecom) a dodavatelé softwaru (Microsoft, Sun Microsystems, IBM, Oracle Corporation, Symbian, Celltick, Expway, Mformation, InnoPath, Motive).

## Vztah k jiným standardizačním organizacím
OMA pravidelně úzce spolupracuje s následujícími standardizačními organizacemi, aby se zabránilo překrývání standardů:
- 3GPP
- 3GPP2
- IETF
- W3C

## Standizační dokumenty
OMA vytvořila a spravuje množství standardů, mimo jiné
- Standardy pro webové prohlížeče, dříve nazývané WAP browsing, nyní „Browser and Content“. Tyto standardy se ve své aktuální verzi v zásadě odvíjejí od XHTML Mobile Profile.
- MMS standardy pro přenos multimediálních zpráv
- Standardy OMA DRM pro Digital Rights Management
- Standard OMA Instant Messaging a Presence Service (OMA IMPS) pro instantní přenos zpráv na mobilní telefony (dříve známé jako Wireless Village).
- Standard OMA SIMPLE IM pro instantní přenos zpráv vycházející z SIP-SIMPLE (viz Session Initiation Protocol)
- Standard pro adresářové služby OMA CAB Converged Address Book.
- Základna pro Rich Communication Services OMA CPM Converged IP Messaging.
- Standardy OMA LAWMO (OMA LAWMO) pro funkcionalitu Lock and Wipe LAWMO.
- Standardy OMA LWM2M (OMA LWM2M) pro funkcionalitu Lightweight Machine to Machine.
- Standard OMA Client Provisioning (OMA CP) pro provisioning klientů.
- Standard OMA Data Synchronization (OMA DS) pro synchronizaci dat pomocí SyncML.
- Standard OMA Device Management (OMA DM) pro Device Management pomocí SyncML.
- Standard OMA BCAST pro Mobile Broadcast Services.
- Standard OME RME pro Rich Media Environment.
- OMA OpenCMAPI Connection Management APIs[1]
- Standard OMA PoC pro Push to talk Over Cellular (nazývaný „PoC“).
- Standard OMA Presence SIMPLE standard pro Presence protokol založený na SIP-SIMPLE (viz Session Initiation Protocol).
- OMA Service Environment
- FUMO aktualizace firmware
- SUPL, používající IP službu pro assisted GPS na mobilních telefonech
- MLP, používající IP protokol pro získání pozice/umístění mobilního telefonu
- WAP1, Wireless Application Protocol 1, pětivrstevný zásobník protokolů[2]
- OMA LOCSIP Location in SIP/IP Core[3]